# Petropawlowka (Burjatien, Dschidinski)
Petropawlowka (russisch Петропа́вловка) ist ein Dorf (selo) in der Republik Burjatien (Russland) mit 7451 Einwohnern (Stand 14. Oktober 2010).

## Geographie
Der Ort liegt gut 200 km Luftlinie südwestlich der Republikhauptstadt Ulan-Ude in der Ebene südlich des Kleinen Chamar-Daban (Maly Chamar-Daban), des bis zu 1862 m hohen südlichen Kammes des Chamar-Daban-Gebirges. Er befindet sich am linken Ufer des linken Arms des Selenga-Nebenflusses Dschida, in den dort der Bach Zagatui einmündet. Der 15 km südlich von Petropawlowka verlaufende gut 1600 m hohe Gunsan-Kamm markiert die Grenze zur Mongolei.
Petropawlowka ist Verwaltungssitz des Rajons Dschidinski sowie Sitz und einzige Ortschaft der Landgemeinde Petropawlowskoje selskoje posselenije.

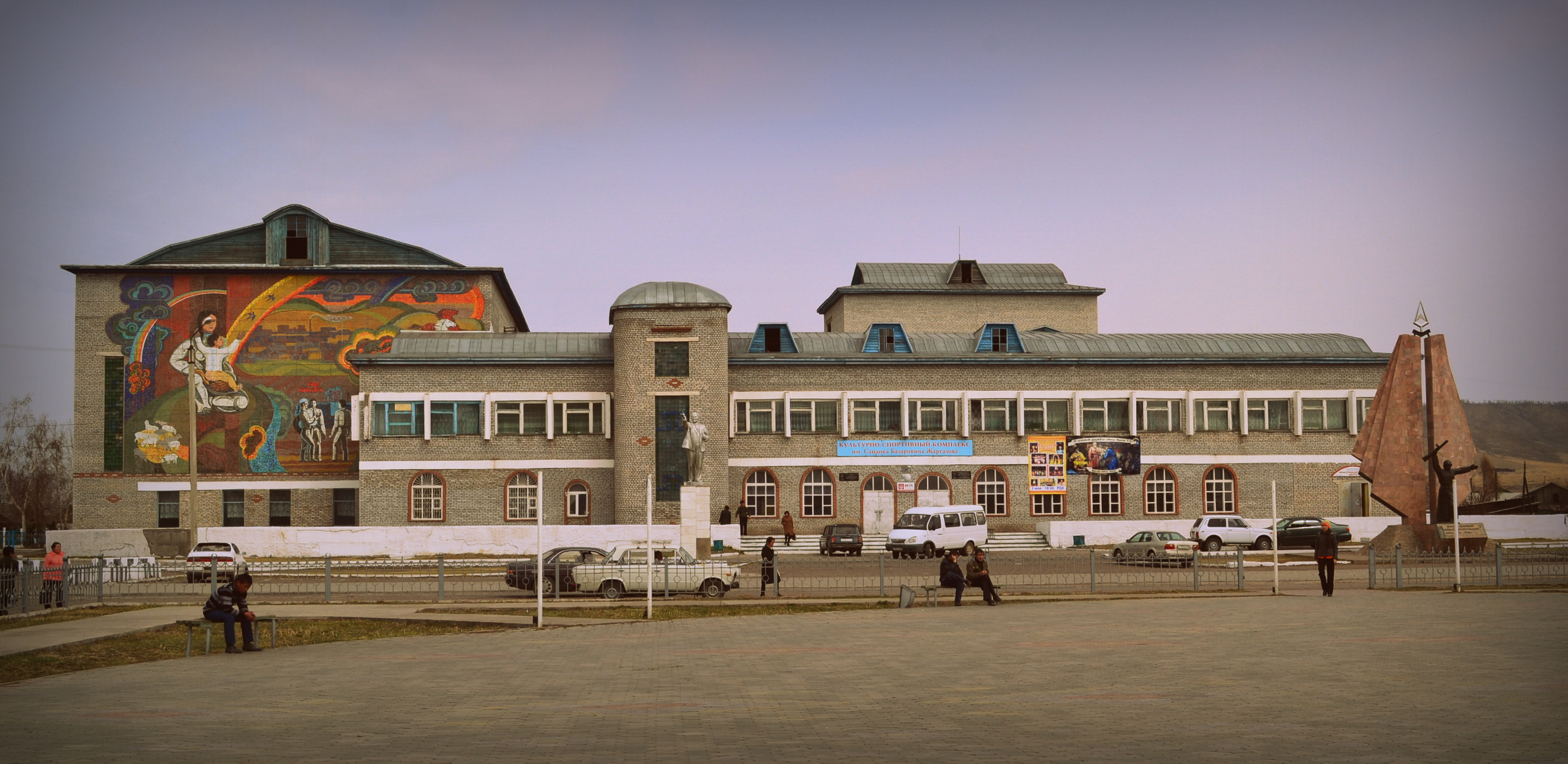
Kulturhaus
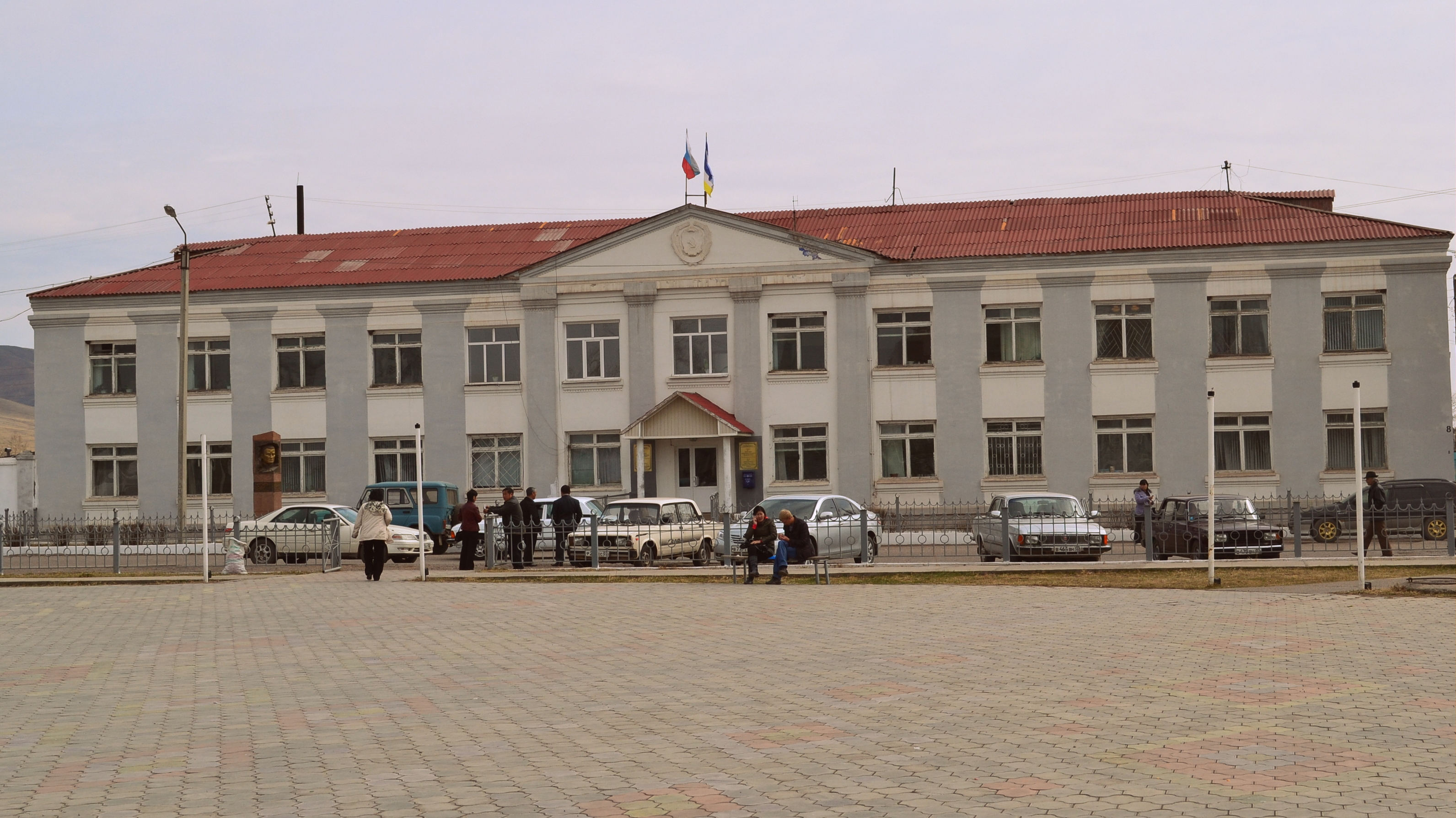
Rajonverwaltung

## Geschichte
Im Gebiet des Dorfes bestanden seit dem 19. Jahrhundert die Kosakensiedlungen Perwy (1-j) Tschermutajewski und Wtoroj (2-j) Tschermutajewski, die zur gut 20 km südwestlich gelegenen Staniza Pokrowskaja gehörten (heute Dorf Scheltura). Nach der Errichtung einer Peter und Paul (russisch Pjotr i Pawel) geweihten Kapelle ab 1869 wurde Perwy Tschermutajewski in Anlehnung an deren Namen in Petropawlowka umbenannt. Seit 1935 ist es Zentrum des im gleichen Jahr aus dem Selenginski rajon ausgegliederten Dschidinski rajon. Bis in die 1930er-/1940er-Jahre war auch die (burjatische) Ortsbezeichnung Zagatui nach dem dort mündenden Flüsschen offiziell in Gebrauch.

### Bevölkerungsentwicklung
| Jahr | Einwohner |
| ---- | --------- |
| 1939 | 1267      |
| 1959 | 2972      |
| 1970 | 5731      |
| 1979 | 7046      |
| 1989 | 8038      |
| 2002 | 7723      |
| 2010 | 7451      |

Anmerkung: Volkszählungsdaten

## Verkehr
Petropawlowka liegt an der Regionalstraße R440, die die Fernstraße A165 Ulan-Ude – Kjachta südlich von Gussinoosjorsk mit Sakamensk verbindet. 25 km östlich des Dorfes zweigt eine der Dschida in einiger Entfernung flussabwärts folgende Straße zur Siedlung Dschida ab, wo sich etwa 60 km entfernt die nächstgelegene Bahnstation an der Transmongolischen Eisenbahn Ulan-Ude – Nauschki – Ulaanbaatar – Peking befindet (Streckenkilometer 5852 ab Moskau).